# Río Gila
El río Gila (del inglés: Gila River) es un largo río del suroeste de los Estados Unidos que fluye en dirección oeste a través de los estados de Nuevo México y Arizona hasta desaguar en el río Colorado, cerca de la ciudad de Yuma. Tiene una longitud de 1044 km —que lo sitúan como uno de los mayores ríos de los Estados Unidos— y drena una cuenca de 150 740 km².

## Geografía
El río Gila nace al oeste del estado de Nuevo México y su curso recorre 1044 km del suroeste de Estados Unidos. A escala mundial, es uno de los ríos que atraviesan una mayor longitud de desierto. Sus recursos acuíferos abastecen en la actualidad a las ciudades de Phoenix y Yuma en el estado de Arizona, abastece además a campos agrícolas y pequeñas poblaciones por las que transcurre su caudal.
Después de la Intervención estadounidense en México (1846-1848), el río sirvió de frontera entre México y Estados Unidos. Posteriormente el presidente mexicano Antonio López de Santa Anna vendió en 1853 a Estados Unidos la región conocida como La Mesilla por diez millones de dólares de esa época.

## Represas y derivaciones

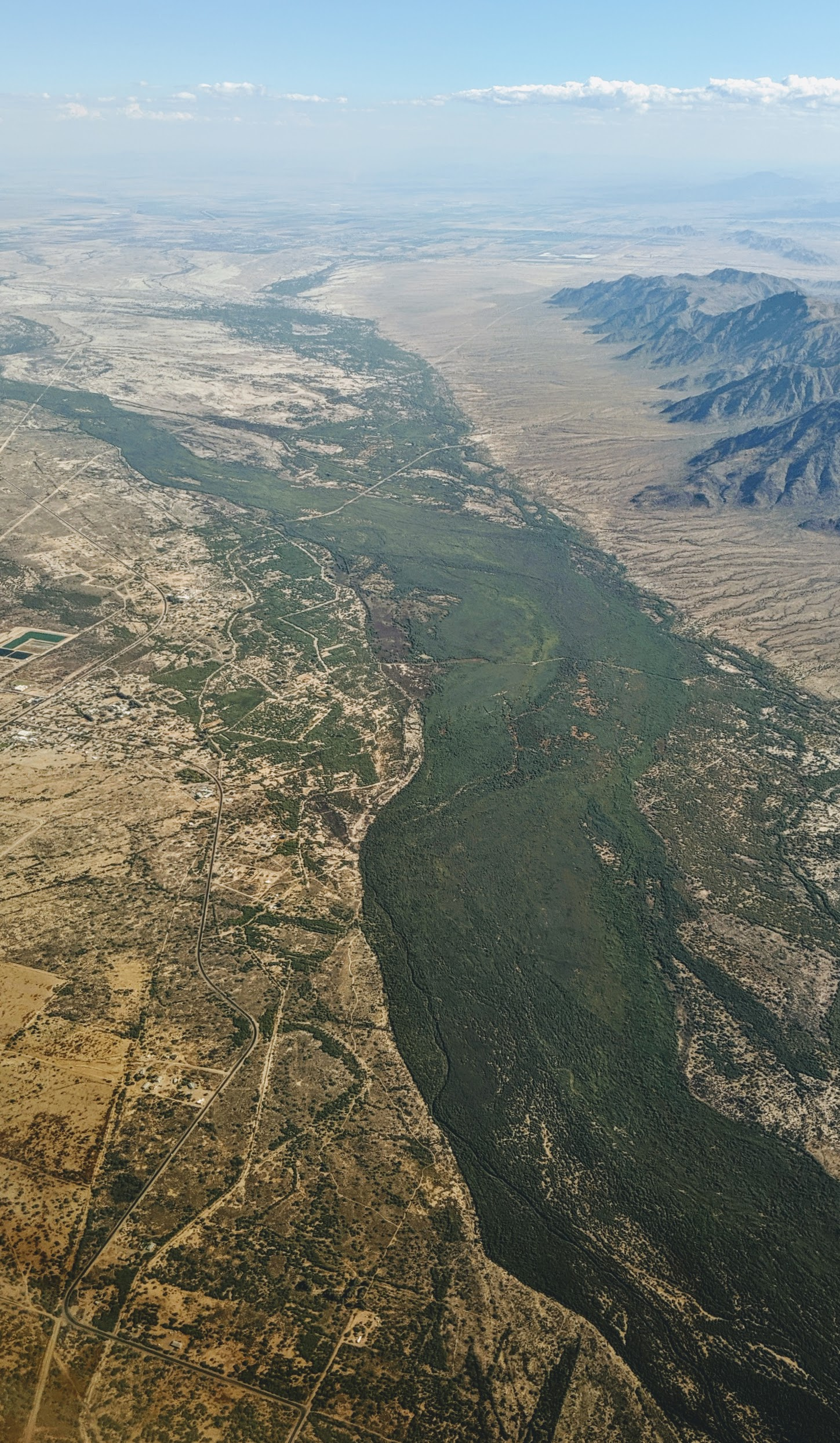
Río Gila a su paso por Komatke en Arizona, en la Comunidad indígena del río Gila, al sur de Fénix

La única presa importante en el río Gila es la presa Coolidge., 31 millas (49,9 km) al sureste de Globe, Arizona, que forma el lago San Carlos. La presa de Painted Rock cruza el Gila cerca del Gila Bend, aunque el río es transitorio en ese punto. La mayor parte del agua se desvía en la presa derivadora Ashurst-Hayden cerca de Florence, Arizona. Se han construido varias presas derivadoras menores en el río entre la presa Painted Rock y la presa Coolidge, incluida la presa Gillespie, que se rompió durante una inundación en 1993.

## Comunidad India
La Comunidad India del Río Gila es una reserva india en Arizona, EE. UU., situada junto a la parte sur de la ciudad de Phoenix, en el área metropolitana de Phoenix, en los Condados de Maricopa y Pinal. Fue creada en 1859, y establecida oficialmente por el Congreso en 1939. La reserva tiene una superficie de 1511,902 km² (583,749 millas cuadradas) y el censo de 2000 una población de 11 257 habitantes. Sus comunidades más numerosas se encuentran en Sacaton, Komatke, Santan y Blackwater. Oficinas tribales y administrativas están ubicadas en el departamento de Sacaton. La reserva es el lugar de nacimiento de Ira Hayes y su domicilio en el momento de su muerte.